# محمد بن سي أحمد بن شريف
محمد بن سي أحمد بن شريف هو أول روائي جزائري باللغة الفرنسية ولد محمد بن سي أحمد بن شريف في 16 فيفري 1879 بالجلفة، و توفي في 22 مارس 1921 بالجلفة.
من عرش أولاد سي محمد، عرش أولاد نايل جنوب الجزائر، ويعتبر جده سي الشريف بن لحرش خليفة الأمير عبد القادر بن سي محي الدين الجزائري في المنطقة.

## حياته ودراسته
تابع دراسته الثانوية بالجزائر العاصمة. وقد كان من زملاء الأمير خالد سنة 1897 في المدرسة العسكرية بـ«سان سير» بفرنسا. وتخرج منها برتبة ملازم سنة 1899.عين محمد بن شريف ملازما أولاً سنة 1905 على المجموعة الأولى لـ «السبايس» وقائدا لأولاد سي محمد في 04 فيفري 1907.
و قد تنقل بين الجزائر والمغرب وفرنسا فخاض فيهم عدة معارك، وتم أسره في مدينة «ليل» الفرنسية في 14 أكتوبر 1914، وأثناء أسره عانى من المرض كثيراً حتى حول إلى سويسرا واسترجع عافيته. وفي 1918 رقي إلى رتبة نقيب وصار قائداً لأولاد سي محمد مرة أخرى.
وكان رجلا له هيبه.

## أعماله
يعتبر بن شريف من الأدباء الجزائريين الذين تعرضوا للتهميش والإهمال من السلطات الثقافية الجزائرية لا لشيء سوى لأنه من مثقفي الجنوب الذين أهملو لأنهم كتبوا بلغة المستعمر الفرنسي وأشهر أعماله:
1. "Ahmed ben Mostapha, goumier, Paris, Payot, 1920, p 245" بالعربية «القومي أحمد بن مصطفى» في 245 صفحة ويحكي فيها يوميات أحد المجندين الجزائريين في الجيش الفرنسي وتعني كلمة «قومي/goumier» المجند في الوحدات
2. "Aux villes saintes de l'Islam, Paris, Hachette, 1919, p 252" بالعربية «المدن المقدسة في الإسلام» وهو كتاب في 252 صفحة ويحكي عن مكانة مكة والمدينة والقدس لدى المسلمين.

## وفاته
توفي الروائي محمد بن شريف بمرض التيفوس "typhus" الذي اجتاح الجلفة في 22 مارس 1922 ودفن في مسقط رأسه الجلفة.